# Стрілкове
Стрілко́ве (до 1945 — Чокра́к, крим. Çoqraq) — село в Україні, у Генічеській міській громаді Генічеського району Херсонської області, центр сільської ради. Населення становить 1415 осіб (2013), налічується 649 дворів.
Село розташоване в північній частині коси Арабатська стрілка на межі з Автономною Республікою Крим, є найпівденнішим і найвіддаленішим від обласного центру населеним пунктом області. Стрілкове є курортом на узбережжі Азовського моря та має значну кількість пансіонатів і баз відпочинку. На південь від села розташоване Стрілкове газове родовище на шельфі Азовського моря, поруч із селом міститься компресорна станція на газопроводі «Стрілкове—Джанкой—Сімферополь».
Стрілкове засноване 1835 року під час будівництва поштового шляху на Арабатській стрілці, перші мешканці займалися рибальством та видобутком солі. Кримськотатарська громада, уникнувши депортації 1944 року, була знищена в 1945 році: замість депортації селян було завантажено на баржу та затоплено разом із баржею посеред Азовського моря. 15 березня 2014 російські війська вторглися на територію Арабатської стрілки, висадившись поблизу Стрілкового.

## Географія

### Розташування
Село розташоване в північній частині коси Арабатська стрілка, із заходу омивається водами затоки Сиваш, зі сходу має пляжі на узбережжі Азовського моря. Через село з півночі на південь уздовж Арабатської стрілки проходить дорога з твердим покриттям (відремонтована й повністю асфальтована в 2019 — 2020 роках у межах села, в поганому стані з 1980-х його межами: частково вкрита бетонними плитами, частково заноситься піском), яка в північний бік веде до районного центру Генічеська, а в південний бік закінчується біля компресорної станції, і далі до села Соляного в південній частині коси за 80 км від Стрілкового йде лише ґрунтова дорога з поганим покриттям.
Фізична відстань до Генічеська — 28 км, до Києва — 573 км. Є найпівденнішим і найвіддаленішим від Херсона населеним пунктом області (відстань автошляхами майже 250 км).
Сусідні населені пункти:
Село має регулярне автобусне сполучення з Генічеськом, Новоолексіївкою та Херсоном, а в літній час діють також автобусні рейси на Київ, Харків, Дніпро, Вінницю, Сімферополь та інші міста (станом на 2011 рік).
Стрілкове з початку XX століття мало залізничне сполучення з Генічеськом та вузловою станцією Новоолексіївкою. Залізниця була зведена передусім для транспортування солі, проте мала також і пасажирське сполучення. У 1970-х роках залізничне сполучення було припинено, а згодом колії були розібрані.
У селі 11 вулиць із житловою забудовою — Центральна (колишня Леніна), Берегова, Приморська, Азовська, Гагаріна, Світла, Ковильна, Молодіжна, Черепкова, Виноградна, Садова — та два провулки — Новий і Зелений. Більшість адміністративних установ розташовані на головній вулиці — Центральній, у той час як на найближчій до моря вулиці Береговій розташована більшість баз відпочинку.

### Клімат
Арабатська стрілка характеризується помірно континентальним кліматом, курортний сезон триває з другої половини весни до початку осені. Вологих днів на рік лише 41, проте досить часті зливи.
Зима на Арабатській стрілці досить тепла, температура тримається не нижче −2,4 — −3,2°, кількість опадів взимку становить близько 40 мм на місяць, один-два дні на місяць можуть бути сильні вітри, переважно східних напрямків. Навесні температура повітря сягає 14—16°, середньомісячна кількість опадів найбільша за рік — близько 50 мм, вітри такі ж, як і взимку. Середня температура повітря влітку — 23—23,8°, опадів від 20 до 45 мм на місяць, вітряних днів від 0,8 до 1 на місяць. Восени температура знижується, опадів найменше (10—25 мм на місяць), вітри (переважно західного напрямку) спостерігаються 2—3 дні на місяць.
Узимку Азовське море поблизу Арабатської стрілки може вкриватися льодом, а температура води — опускатися нижче нуля. З березня вода прогрівається, і в травні її температура становить 16—18°. Влітку температура в теплі дні може сягати 30—32°, однак у другій половині серпня вона починає знижуватися та падає до 6—10° восени.

### Ґрунти, рослинний і тваринний світ
У Стрілковому переважають лесові та каштанові ґрунти. Більшість земель навколо села становлять полинові схили та вологими низовинними луками, які є природними пасовищами.
Тваринний світ поблизу села типовий для степу та представлений переважно зайцями, тушканчиками та хом'яками. Єдиним хижаком у цій місцевості є лисиця.
Азовське море поблизу Стрілкового мілке (до 5 метрів) та прогрівається влітку, завдяки чому має досить багатий рослинний тваринний світ: багато видів водоростей, планктона, водяться креветки, молюски, є черви, які є природною їжею для риби.

### Корисні копалини

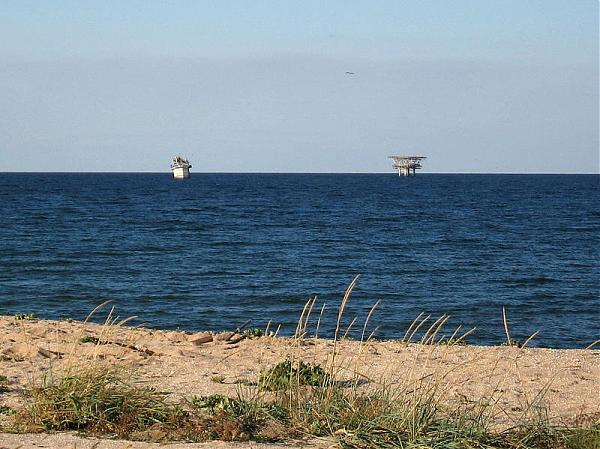
Вид на Стрілкове газове родовище

На території села є родовище природного газу та джерело термальних вод.
Стрілкове газове родовище розташоване на шельфі Азовського моря за 5 кілометрів на південний схід від села. Це найстаріше родовище на нинішній території України: розробка родовища почалася в 1970 році. У 1976 році родовище підключене до магістральної системи газопостачання — таким чином, кримська мережа газопроводів була об'єднана з магістральною. 1981 року родовище отримало льодостійку платформу, а в 2011 році було проведено капітальний ремонт свердловин, що дозволило підвищити видобуток газу у 13 разів — з 10 до 130 тисяч кубометрів на добу. Для обслуговування газового родовища в селі встановлену компресорну станцію на газопроводі «Стрілкове—Джанкой—Сімферополь», який забезпечує газом частину Криму.
У Стрілковому також є цінні для регіону джерела води. У самому селі та на південь від нього міститься низка артезіанських свердловин та колодязів, на яких базується все водопостачання району включно з містом Генічеськом. Вода поблизу села перебуває в закарстованих вапняках на глибині в кілька десятків метрів. Ці джерела входять до неогенового водоносного комплексу, що простягається на північ у Херсонську область. Перший водозабір, який постачає водою Генічеськ, було збудовано в селі ще 1893 року, пізніше на Арабатській стрілці було споруджено ще один водозабір та ряд одиночних свердловин. Вода з артезіанських свердловин у Стрілковому питна та чиста, на відміну від колодязів, де вода солонувата.
Крім того, поблизу Стрілкового є і цінні родовища термальних йодобромних вод. Район села входить у Північно-Сиваське родовище термальних вод, яке простягається до північного Криму. Вода отримується при температурі 55—65° зі свердловин на глибині понад півтора кілометра та має ряд цінних властивостей. Одне з таких джерел було відкрито на південь від села, коли при розвідці газового родовища відбувся вибух, і утворилася воронка з водою, насиченою газом.

## Історія

### Заснування та перші поселенці

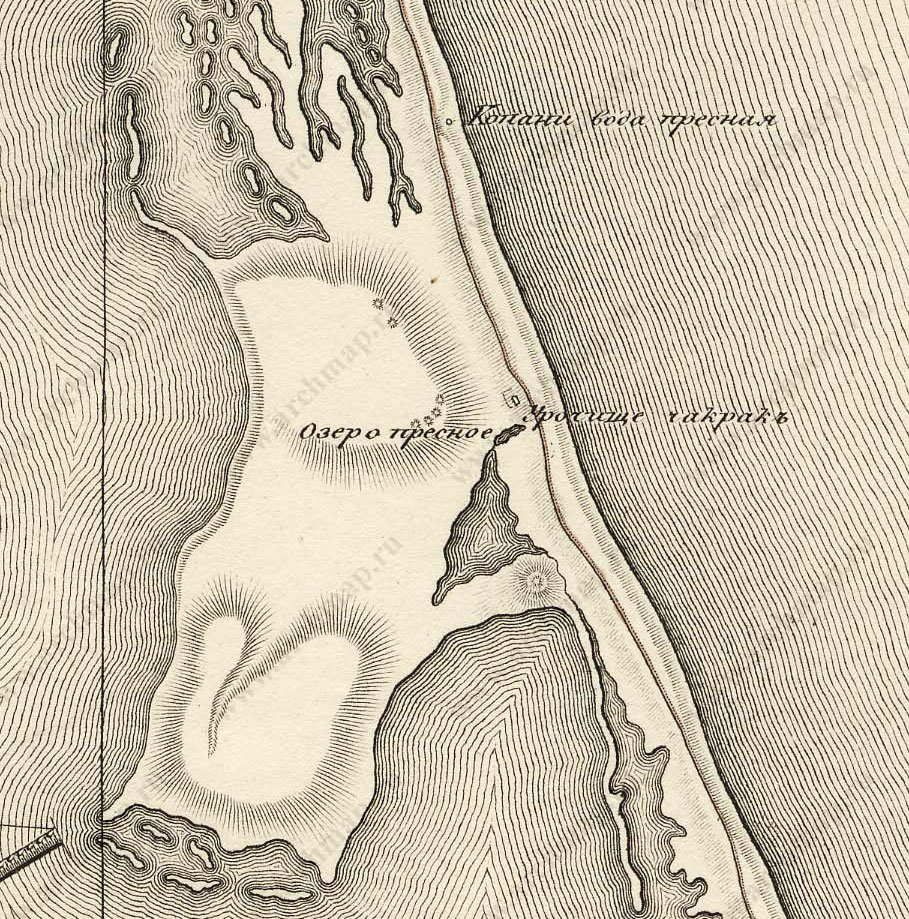
Урочище Чокрак на мапі 1817 року

Колишня назва села Чокрак походить від кримськотатарського слова çoqraq, яке означає джерело. Ця назва походить від урочища Чокрак, яке отримало свою назву на честь великої кількості прісних водойм і джерел, розташованих навколо нього. Урочище Чокрак вперше позначене на мапі ще 1817 року (рос. дореф.). У 1825 році повз урочище Чокрак шляхом з Криму до Таганрога їхав російський імператор Олександр I.
Село засноване в 1835 році. Перші поселенці прибули на місце сучасного села після відкриття поштового тракту Мелітополь—Феодосія, одна з п'яти поштових станцій на якому — Тревогинська — знаходилася в кінці сучасного Стрілкового.
Першими мешканцями села були біженці-росіяни, які жили в землянках та займалися рибальством. Згодом, слідом за ними прибували сезонники на видобуток солі. Згодом усім осілим мешканцям Арабатської стрілки влада Російської імперії пробурила колодязі та надала дозволи на проживання.
Перед Кримською війною в Чокраку знаходилися трактир та казарми. У ході війни в червні 1855 року село, як і більшість населених пунктів Арабатської стрілки, було практично повністю знищене внаслідок бомбардування з кораблів союзників. Попри це, російським військам вдалося уникнути висадки десанту на Арабатській стрілці.
Станом на 1876 рік на місці сучасного Стрілкового знаходилася поштова Чокрацька казарма, станція Тревогинська та ряд хуторів навколо них.
13 (25) грудня 1879 в селі Чокрак була освячена Миколаївська церква, збудована з саману.
Більшість жителів Чокрака кінця XIX століття становили робітники-солевари та рибалки. Тогочасний Чокрак складався з поштової станції та близько 15 землянок, розташованих на піщаній смузі уздовж солоного озера. Діяв соляний промисел, який мав власний дерев'яний причал. Сіль на цьому промислі мололи вручну. Промисел був власністю родини Камінських, який був закинутий власниками під час українських визвольних змагань 1917—21 років та не відновлювався.
У 1899 році з дозволу міністра державного майна Олексія Єрмолова до села Чокрак переїжджають ще чотири сім'ї — цього разу це садоводи з Городища на Київщині на чолі з Олександром Івановичем Нечипуренком. На відміну від солеварів та рибалок, переселенці оселилися не на березі озера, а на пагорбі. Згодом садоводи-переселенці виростили в селі абрикосовий сад, плантацію троянд тощо, і вже за кілька років фрукти та троянди з села вигравали медалі та нагороди Імператорського російського товариства садоводів на виставках у Петербурзі. Столипінська реформа 1906—1911 рік сприяла напливу нових переселенців.

### XX—початок XXI століття

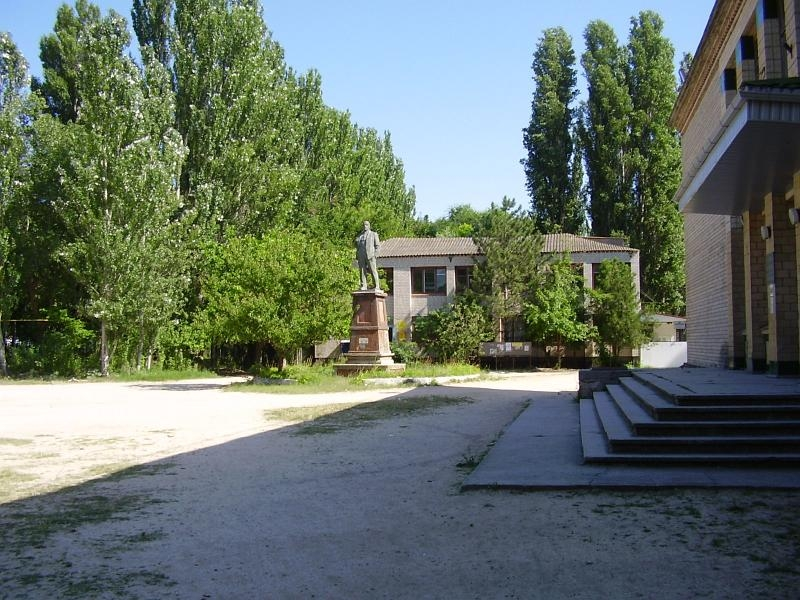
Центральна площа села з пам'ятником Леніну (демонтований у 2015), забудова другої половини 1950-х—1960-х років

У 1906 році в Чокраку було відкрито школу, яка на той час була єдиною на Арабатській стрілці. У школі працювали два вчителі, діяли два класи-комплекти.
Станом на 1915 рік Чокрак мав статус урочища та входив до складу Владиславської волості Феодосійського повіту Таврійської губернії.
У ході українських визвольних змагань 1917—21 років Чокрак разом з Арабатською стрілкою неодноразово змінював державну належність — від Кримської Народної Республіки та Української Народної Республіки до білогвардійців та радянської влади. Саме село Чокрак було місцем бойових дій 3 червня 1919, коли після артилерійського обстрілу села з моря в селі висадився десант «білої» Добровольчої армії, який відтіснив із Чокрака червоноармійців. Остаточно Чокрак був завойований радянськими військами у листопаді 1920 року, коли паралельно з Перекопсько-Чонгарською операцією 9-а стрілкова дивізія під керівництва Куйбишева захопили Арабатську стрілку, вибивши звідти Збройні Сили Півдня Росії барона Врангеля.
Після скасування поділу на волості та губернії в 1921 році село Чокрак увійшло до складу Феодосійського району, підпорядковуючись Щасливцівській сільській раді. Після ліквідації в 1931 році Феодосійського району село включене до складу Джанкойського району.
Перше товариство спільної обробки землі — «Іскра» — створили в 1927 році вісім мешканців села. У 1930 році в рамках кампанії розкуркулення з села були виселені 12 сімей. У той же час у рамках кампанії переселення хуторів до села було переселено мешканців хутора Волок, який знаходився на південь від села, на місці сучасного кордону Херсонської області та Автономної Республіки Крим.
У роки Голодомору 1932—1933 років померли 24 мешканці Чокрака, з них 13 дітей.
В 1935 році Чокрацька школа № 2 (школа № 1 знаходилася в іншому населеному пункті на іншому березі Сивашу) стала першою семирічною школою на Арабатській стрілці. До 1941 року при школі діяв інтернат, в якому жили діти з сусідніх сіл та хуторів.
У Другій світовій війні на Арабатській стрілці також велися масштабні бої. Восени 1941 року після тривалого запеклого бою (описаного, зокрема, радянським письменником Костянтином Симоновим) німецькі війська захопили Арабатську стрілку. Взимку 1943–1944 років на Арабатській стрілці розпочався наступ радянських військ, проте протягом п'яти місяців німецьким військам вдавалося утримувати оборону. Лише з початком Кримської операції в квітні 1944 року радянським військам вдалося прорвати німецьку оборону та повернути Арабатську стрілку під радянський контроль. На фронтах війни проти німецьких окупантів воювали 170 мешканців села, 50 з яких загинули. Ще 70 сімей були вивезені з села німецькою адміністрацією, а частина чоловічого населення була вивезена до концтабору в Криму. За участь у війні 100 чоловік нагороджені орденами і медалями.
Під час депортації кримських татар 1944 року жителі рибальського села Чокрак не постраждали, за поширеною версією, про їх існування при депортації забули. Проте вже в червні 1945 року мешканців села (переважною більшістю кримських татар, але також і деяких слов'ян) було завантажено на баржу та вивезено в Азовське море, де посеред моря баржу було затоплено разом з усіма депортованими. Ніхто з виселених мешканців Чокрака не вижив.
Після депортації кримських татар село було перейменоване: спочатку 21 серпня 1945 року назву Чокрак Другий (Чокраком Першим тоді називалося нинішнє село Істочне на іншому краю тодішнього Джанкойського району) змінили на Стрілкове, одночасно перейменувавши сільську раду, а згодом 18 травня 1948 уже перейменоване село Чокрак ще раз перейменували на Стрілкове та приєднали до нього село Козар Чокрацька.
Після передачі Кримської області до складу УРСР 3 березня 1955 року за Указом Президії Верховної Ради УРСР село разом з іншими населеними пунктами північної частини Арабатської стрілки було передане з Джанкойського району Кримської області до Генічеського району Херсонської області.
У 1958 — 1963 село було повністю вибудуване, мешканці переселилися з саманових землянок до нових будинків, навколо яких саджали сади та виноградники. Було збудовано нову велику школу, клуб, правління колгоспу, який тоді носив ім'я Леніна птахоферму, гараж, пилораму, теслярську майстерню, п'ять тваринницьких ферм, кормокухню та зерносховище. Крім того, в 1960 році стала до ладу колгоспна електростанція на 110кВт, а в 1963 — вальцовий млин.
У 1969 році колгосп імені Леніна було реорганізовано в виноградарський радгосп «Азовський». Того ж року в селі було відкрито новий палац культури, проведено водогін і телебачення.
Станом на початок 1970-х років у селі було 413 дворів, у яких мешкало 1 241 чоловік. Працював виноградарський радгосп «Азовський», за яким було закріплено 2,5 тисячі га сільськогосподарських угідь, у тому числі 1,3 тисячі орної землі (з них 340 га були зрошувані), 175 га саду та виноградника. Крім винограду, вирощували зернові культури, серед яких провідне місце належало озимій пшениці. (1970 року її пересічно зібрали по 34,1 центнера з га). Були також розвинуті тваринництво м'ясо-молочного напрямку, тонкорунне вівчарство, птахівництво. З допоміжних підприємств працювали ремонтні майстерні. На той час у селі працювали восьмирічна школа, будинок культури із залою на 450 місць і широкоекранною установкою, бібліотека, відділення зв'язку, їдальня, дільнича лікарня на 25 ліжок з рентгенологічним кабінетом, гідрометеорологічна станція.
Під час антиалкогольної кампанії Горбачова виноградники, які складали основу економіки радгоспу «Азовський», були знищені.
У 1989 році в Стрілковому відновлено сільську раду (після ліквідації в рамках укрупнення Стрілківської сільради село підпорядковувалося Щасливцівській сільській раді, розташованій за 18 км від села).
Восени 1989 року було здано газопровід від Стрілкового газового родовища через Стрілкове до Щасливцевого з двома газорозподільними станціями. Попри це, ні Стрілкове, ні Щасливцеве не були газифіковані. Газифікація Стрілкового почалася лише в 1990-ті, зокрема, в 1997 була газифікована сільська школа та лікарня, і тривала в 2000-ні роки.
У 1990-тих та на початку XXI століття проблемою Стрілкового є нелегальний видобуток та вивезення піску. Ще з часу масових розробок на Арабатській стрілці в 1950-ті роки почався розмив коси, а нелегальні приватні кар'єри погіршують ситуацію та призводять до повного розмиву доріг на Арабатській стрілці взимку, що може на кілька днів позбавити села, зокрема і Стрілкове, сполучення з зовнішнім світом.
У 2010–2013 роках у селі було проведено вуличне освітлення, здійснено реконструкцію дільничної лікарні, пошти та бібліотеки, здійснено доброустрій центральної площі й організовано вивезення сміття.
8 листопада 2013 на честь 125-річчя з дня народження Нестора Махна закладено Парк козацької слави на місці його переправи в Крим проти військ барона Врангеля, де було висаджено близько 100 дерев.

### Після 2014

#### Перше вторгнення російських військ
15 березня 2014 біля селища Стрілкове о 13:30 з гелікоптерів Мі-8 висадився десант з 40 піхотинців російських військ. Цю інформацію підтвердили правоохоронні органи Генічеського району. Згодом стало відомо, що група російських військовослужбовців мала чисельність близько 70 чоловік. Вони висадилися в тилу в українських прикордонників за підтримки чотирьох вертольотів і трьох бойових броньованих машини та зайняли позиції поблизу газорозподільчої станції. За повідомленнями місцевих жителів, 15 березня на території газового промислу «Чорноморнафтогазу» було помічено близько 50 осіб у цивільному, які з'явилися перед висадкою російських військових. Того ж дня українські військові та прикордонники виставили свій блокпост, заблокувавши російським військовим дорогу в бік Генічеська. Станом на 16 березня близько 300 солдатів Російської Федерації оселилися в колишньому пансіонаті МВС поряд з селом Стрілкове. На території пансіонату, крім солдатів, також присутня військова техніка.
По обіді 16 березня стало відомо, що російські військові встановили біля села блокпост, який складається із 4 бронетранспортерів і близько 40 військових.
Голова Херсонської ОДА Юрій Одарченко заявив, що «серйозної важливості газорозподільна станція у с. Стрілкове не має», і повідомив, що було ухвалене рішення не чинити збройного опору при захопленні російськими військовими цієї станції. Ця заява викликала невдоволення його однопартійців з Генічеської районної організації ВО «Батьківщина», які повідомили, що ця станція здійснює газопостачання населених пунктів від Стрілкового до Генічеська та має важливе значення для району.
19 березня сесія сільської ради за ініціативи сільського голови Олександра Пономарьова звернулася з проханням перенести блокпост Збройних сил України від перекачувальної газової станції ближче до центру села, на північ від діючих баз відпочинку (що означало б втрату контролю над газовою станцією). Він назвав встановлення блок-посту безпосередньо біля станції «організаційно-політичною помилкою» та мотивував свої дії інтересом власників баз відпочинку. Обурені селяни, більшість із яких виступають за єдність України, доставили депутатів сільської ради та самого Пономарьова до Генічеська, де районне управління Служби безпеки України порушило проти Пономарьова кримінальне провадження за статтею «Службова недбалість», а депутати районної ради на виїзній сесії в Генічеську в присутності близько 100 представників громадськості одноголосно скасували своє ранкове рішення.
20 березня при проведенні земельних робіт українські військові випадково пошкодили газопровід, що постачав газ до села, однак того ж дня газопостачання було відновлене.
23 березня російські військові та підконтрольні їм робітники демонтували бурову вишку на Стрілковому газовому родовищі та вивезли її в напрямку Криму.
28 березня українські військові перенесли блокпост на 300 м ближче до російського, збільшивши чисельність особового складу та укріпивши позиції.
У Стрілковому російські війська перебували 9 місяців, у грудні 2014 року російські військові повністю залишили територію Херсонщини, відійшовши за лінію адміністративного кордону між Херсонщиною та Кримом.

#### Відновлення української влади
Після російської окупації Криму, Стрілкове (як і інші курорти чорноморське та азовські узбережжя України) суттєво збільшили туристичний потік.
12 червня 2020 року, відповідно до Розпорядження Кабінету Міністрів України № 726-р «Про визначення адміністративних центрів та затвердження територій територіальних громад Херсонської області», увійшло до складу Генічеської міської громади.
17 липня 2020 року, в результаті адміністративно-територіальної реформи та ліквідації колишнього Генічеського району увійшло до складу новоутвореного Генічеського району.

#### Друге вторгнення російських військ
Село було знову тимчасово окуповане російськими військами 24 лютого 2022 року.
У квітні 2023 року Стрілкове відвідав російський диктатор Путін.
1 листопада відбулися ракетні удари з ураженням місць базування особового складу загарбників у двох пансіонатах («Юний» та «Блакитне полум'я»), відомо про ліквідацію трьох старших офіцерів штабу «Днєпр» ЗС РФ. У грудні 2023 року було завдано ударів по системі управління зенітно-ракетних підрозділів «Байкал-1М» біля села. Того ж місяця були оприлюднені супутникові знімки та інформація що російські військові створили вертолітну стоянку на території курорту «Хвиля» (Волна). На світлинах, зроблених у травні 2023 року, видно 20 вертолітних майданчиків, огороджених парканом. Деякі з них зайняті російськими гелікоптерами Мі-24, Мі-8, Ка-52 і, ймовірно, Мі-28.

## Населення
За даними перепису 2001 року населення села становило 1372 особи, з них 26,17 % зазначили рідною мову українську, 67,2 % — російську, 2,62 % — кримськотатарську, а 4,01 % — іншу.
Станом на 2013 рік населення села становить 1415 осіб (у 2012 році в селі проживала 1461 особа). Структура жителів села за віком та зайнятістю така:
- дітей дошкільного віку — 115;
- дітей шкільного віку — 146;
- громадян пенсійного віку — 440;
- працездатне населення — 671;
- кількість офіційно працюючих — 425.

У 2012 році зафіксовано 16 народжень і 24 смерті, показник природного приросту становить −5,7.

## Економіка

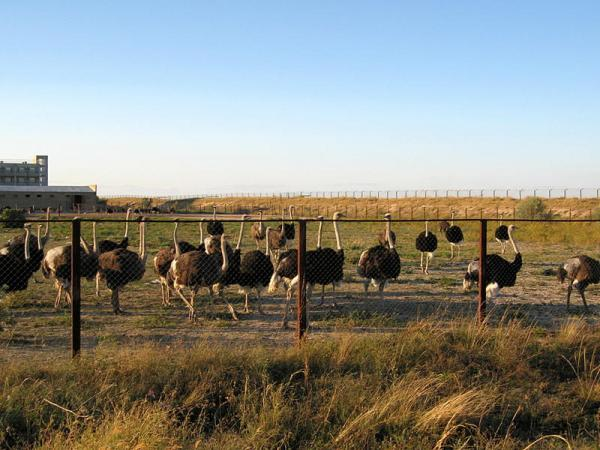
Страусина ферма поблизу Стрілкового

На території села не зареєстровано жодного промислового підприємства. Єдині підприємства села діють у сфері сільського господарства, будівництва та житлово-комунального господарства:
- Відкрите акціонерне товариство імені газети «Голос України», дочірнє підприємство «Стрілкове» (вирощування зернових і технічних культур);
- Сільськогосподарський обслуговуючий кооператив об'єднання громадян дачного містечка «Світлячок» (овочівництво та садівництво);
- Мале госпрозрахункове підприємство «Шанс» (комунальне підприємство, що забезпечує село водою);
- Товариства з обмеженою відповідальністю «Азовський парус» та «Софія плюс Д» (будівництво);
- Страусова ферма (за 16 кілометрів від центру села, крайній південь сільради на кордоні з АР Крим)[75].

За 2 кілометри на північ від села знаходиться метеостанція «Стрілкове» (заснована в 1932, зруйнована снарядом під час Другої світової війни, відбудована в 1953 році), яка проводить метеорологічні спостереження, а також спостереження за температурою води і льодовим покривом у Азовському морі. Також діє Стрілківський мисливський колектив, який має поблизу села мисливські угіддя, де розводить фазанів.
Торгівля представлена 13 магазинами (11 із яких приватні): 10 продуктовими та 3 промисловими, працює ринок. Діють два кафе — «Меотіда» і «Ольга».
Курортна сфера представлена такими закладами відпочинку: пансіонат «Сокіл» (Конструкторське бюро «Південне»), бази відпочинку «Геолог», «Десна» (ВАТ «Чернігівгаз»), «Деффа» (колишня база ВАТ «ДЕФФА»), «Дністер», «Електрон», «Здоров'я», «Магістраль» (Придніпровська залізниця), «Нафтохімік», «Острава» (фірма «Херсоннафтопродукт»), «Паллада», «Політ», «Полтава», «Промінь» (Новокаховський коледж Таврійського державного агротехнічного університету), «Радуга» (Укрспецсервіс), «Райский уголок», «Синтез Азову», «Стрілкове» (Інгулецький гірничо-збагачувальний комбінат), «Тернопільська», «Угольок», «Ювілейна», дитячі оздоровчі табори «Альбатрос» (Інгулецький гірничо-збагачувальний комбінат), «Голубе полум'я» (Дніпропетровськгаз), «Гренада», «Сонячний берег» (Дніпровський машинобудівний завод), спортивно-оздоровчий комплекс «Олімпієць», культурно-оздоровчий комплекс «Азовський», медичний реабілітаційний центр «Золотий берег» (Державна пенітенціарна служба України) та ряд інших (зокрема, приватних) закладів.

## Соціальна сфера
У селі діють загальноосвітня школа I—III ступенів, розрахована на 330 місць (навчається 146 дітей), дитячий садок «Ластівка» на 90 місць (навчається 69 дітей), будинок культури на 600 місць, дільнична лікарня на 14 ліжок та бібліотека з фондом 8115 одиниць. Є комунальна аптека.
Спортивні споруди (крім спортивного майданчика та спортивної зали школи) в селі відсутні.
Основними проблемами села є потреба в будівництві дороги в селі та встановленні освітлення на вулицях села, реконструкції водогону та ремонті Будинку культури.

## Культура та спорт
У селі щороку відбуваються традиційні святкування двох свят — Масниці та Водохреща. На Водохреща у селі традиційно відбуваються купання в гарячому джерелі поблизу села, а на Масницю проходять народні гуляння з встановленням на центральній площі села стовпа з подарунками, наметів з сувенірами та гастрономією та організацією танців, концерту та дискотеки.
У літній час у селі працює кінотеатр на базі відпочинку «Ювілейна» та дві дискотеки.
У Стрілковому з 2012 року діє Стрілківська секція дзюдо (керівник Шаймарданов Д. А.), у 2013 році сільський будинок культури приймав чемпіонат району з цього виду спорту

## Релігія
Перед повномасштабним вторгненням у селі діяла Миколаївська церква, яка належить Українській православній церкві (Московський патріархат). Голова парафії — протоієрей Володимир Шаблов, кількість парафіян — близько 50.
Мусульмани села (переважно кримські татари) також мають свою релігійну громаду — Мусульманську релігійну громаду «Чокрак» на чолі з Дільшодом Альбертовичем Рахімовим, яка налічує близько 40 осіб. Молитовний дім, на який місцеві мусульмани чекали понад 20 років (весь цей час намази проводилися на кладовищі), було відкрито 17 листопада 2010 року. Для молитви було виділено стару будівлю сільради, яку було відремонтовано коштом мусульманської громади.

## Політика
Голова сільської ради — Пономарьов Олександр Петрович 1957 року народження, вперше обраний у 2010 році, має три вищі освіти, висунутий Комуністичною партією України.
До складу Стрілківської сільської ради входить 18 депутатів, з них 7 від Комуністичної партії України, 4 від Партії регіонів, 3 від ВО «Батьківщина», 1 від Соціалістичної партії України та 3 самовисуванці.
У селі діють місцеві осередки таких партій: ВО «Батьківщина», «Демократичний союз», Комуністична партія України, Народна партія, «Наша Україна», Партія регіонів, Селянська партія України, Соціалістична партія України, Соціал-демократична партія України (об'єднана) та «Християнсько-демократичний союз».
Село Стрілкове утворює постійну виборчу дільницю № 650219, яка розташована у сільському будинку культури (до запровадження в 2012 році постійних виборчих дільниць сільська дільниця була розташована почергово в будинку культури та в сільській школі). Результати виборів:
- Парламентські вибори 2002: зареєстровано 1018 виборців, явка 77,21 %, найбільше голосів віддано за Комуністичну партію України — 52,29 %, за Соціалістичну партію України — 10,69 %, за Соціал-демократичну партію України (об'єднану) — 9,67 %. В одномандатному окрузі найбільше голосів отримав Братищенко Олександр Антонович (КПУ) — 21,37 %, за Ганжу Володимира Федоровича (СелПУ) — 19,97 %, за Ніколаєнка Станіслава Миколайовича (СПУ) — 18,70 %[91].
- Вибори Президента України 2004 (третій тур): зареєстровано 1007 виборців, явка 75,77 %, з них за Віктора Януковича — 75,36 %, за Віктора Ющенка — 19,40 %[92].
- Парламентські вибори 2006: зареєстровано 1069 виборців, явка 74,09 %, найбільше голосів віддано за Партію регіонів — 57,45 %, за Блок Юлії Тимошенко — 12,12 %, за Комуністичну партію України — 10,10 %[93].
- Парламентські вибори 2007: зареєстровано 1068 виборців, явка 61,99 %, найбільше голосів віддано за Партію регіонів — 61,48 %, за Комуністичну партію України — 14,20 %, за Блок Юлії Тимошенко — 12,24 %[94].
- Вибори Президента України 2010 (перший тур): зареєстровано 1115 виборців, явка 61,17 %, найбільше голосів віддано за Віктора Януковича — 60,56 %, за Юлію Тимошенко — 11,14 %, за Петра Симоненка та Сергія Тігіпка — по 9,53 %[95].
- Вибори Президента України 2010 (другий тур): зареєстровано 1114 виборців, явка 68,40 %, з них за Віктора Януковича — 77,69 %, за Юлію Тимошенко — 19,16 %[96].
- Парламентські вибори 2012: зареєстровано 1096 виборців, явка 54,84 %, найбільше голосів віддано за Партію регіонів — 38,21 %, за Комуністичну партію України — 29,78 %, за Всеукраїнське об'єднання «Батьківщина» — 15,14 %[97]. В одномандатному окрузі найбільше голосів отримав Опанащенко Михайло Володимирович (ПР) — 27,27 %, за Ніколаєнка Станіслава Миколайовича («Ліві») — 13,47 %, за Тарановського Анатолія Федоровича (КПУ) — 13,13 %[98].
- Вибори Президента України 2014: зареєстровано 1133 виборців, явка 41,39 %, найбільше голосів віддано за Петра Порошенка — 36,46 %, за Сергія Тігіпка — 16,84 %, за Юлію Тимошенко — 12,15 %[99].
- Парламентські вибори 2014: зареєстровано 1197 виборців, явка 36,09 %, найбільше голосів віддано за Комуністичну партію України — 18,29 %, за «Блок Петра Порошенка» — 18,06 %, за «Опозиційний блок» — 13,19 %[100]. В одномандатному окрузі найбільше голосів отримав Хлань Сергій Володимирович (БПП) — 27,37 %, за Кістечка Олександра Дмитровича (самовисування) — 25,75 %, за Мельничука Володимира Сергійовича (КПУ) — 12,74 %[101].

## Пам'ятки
Єдиною в державному реєстрі пам'яткою в селі Стрілковому є група з п'яти курганів III тисячоліття до н. е. — II тисячоліття н. е. заввишки 0,7—3 метри кожен. Відкриті у 1950, 1986 і 2002 роках дослідниками Билковою Валерією Павлівною та Оленковським Миколою Петровичем, вони мають статус пам'ятки місцевого значення з 1983 року (охоронний номер 1637).
У селі є пам'ятник загиблим у Другій світовій війні воїнам, встановлений біля будинку культури. Пам'ятник складається з двох стел, одна з яких має барельєфні зображення радянських воїнів і робітників тилу, а інша — викарбувані прізвища загиблих, обеліска з барельєфним зображенням Ордену Вітчизняної війни та обладнання для Вічного вогню.
У Стрілковому існував пам'ятник Володимиру Леніну, який був повалений 24 серпня 2015 року в ході ленінопаду в Україні.

## Відомі люди
У Стрілковому народився Рюмшин Андрій Васильович (*1964) — голова Красногвардійської РДА Криму.
Уродженець села Сергій Євгенович Черніков (1961—1980) загинув під час війни в Афганістані та нагороджений Орденом Червоної Зірки, а жителька села Любов Василівна Наверська отримала відзнаку «Мати-героїня».

## Галерея

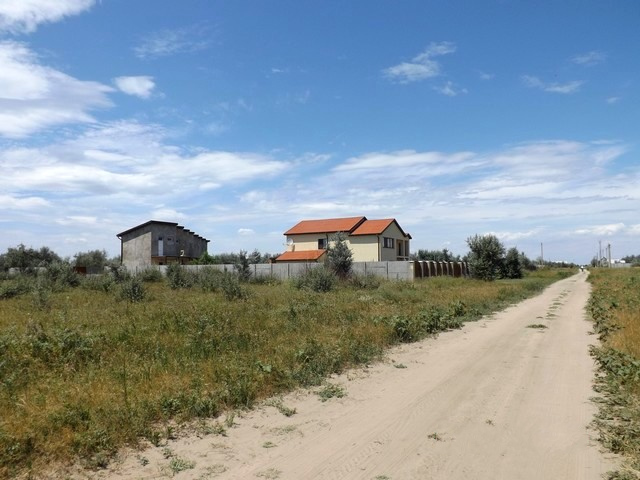
Пансіонат у Стрілковому
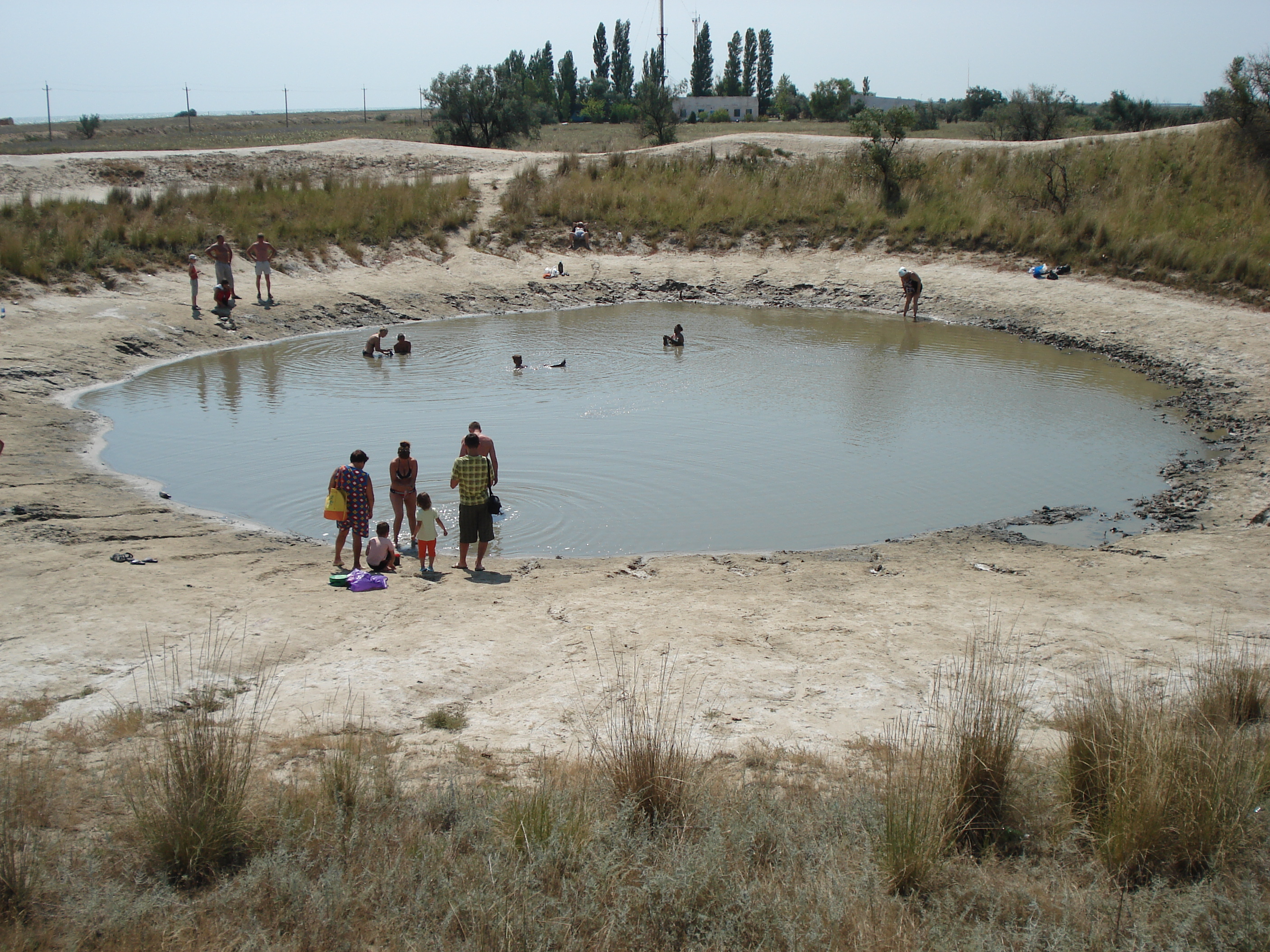
Радонове джерело «Колізей»
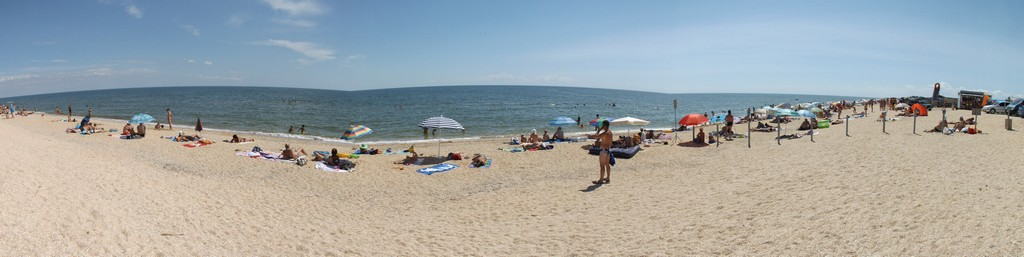
Пляж Азовського моря
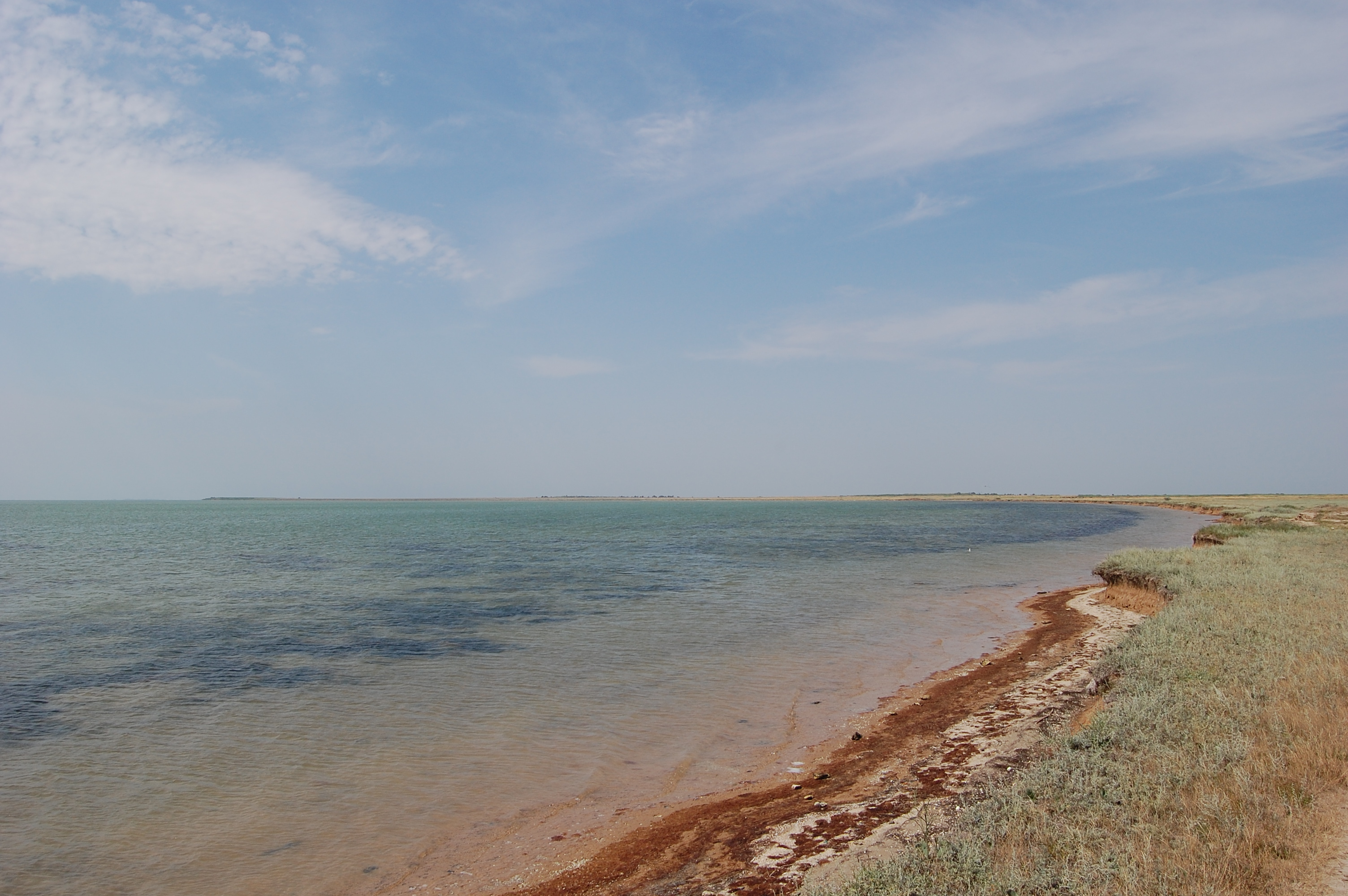
Пляж Сивашу